# Nicolò Pasqualigo
Nicolò Pasqualigo (27 luglio 1770 – 13 gennaio 1821) è stato un ammiraglio italiano.

## Biografia
Nato da facoltosa e nobile famiglia veneta, cominciò la sua carriera in marina sulle navi della flotta veneziana, nel 1788, sotto il comando dell'ammiraglio Angelo Emo, che dopo un po' lo prese a ben volere. La caduta della Serenissima lo sorprese a Zara, dove esercitava il servizio con il grado di sopracomito. In seguito alla cessione di Venezia all'imperatore, entrò nella neo-nata Marina Austro-Veneta, col grado di capitano di fregata. Nel 1805 venne nominato direttore dell'Arsenale di Venezia.
Passata la città lagunare sotto il governo del Regno Italico, il Pasqualigo venne imbarcato come capitano sulla fregata Corona e, al comando di essa, partecipò alla prima battaglia di Lissa (1810) e si distinse nella seconda battaglia di Lissa (1811), contro una squadra inglese, venendo ferito e ricevendo lodi e complimenti anche da parte avversaria. Per l'impegno profuso e il coraggio dimostrato, ricevette la decorazione di cavaliere dell'Ordine della Corona Ferrea. Una targa, posta il 16 aprile 1870 sul Ponte a Santa Fosca, recitava:
Preso prigioniero, venne condotto a Malta, ma rilasciato poco dopo e, tornato a Venezia, venne promosso al grado di Capitano di vascello; gli venne poi affidato il comando della flottiglia imperial-regia dell'Arcipelago.
Nel 1815, passata definitivamente Venezia all'Austria, il Pasqualigo venne confermato nel grado e gli venne affidato il comando di una divisione navale e il compito di incrociare nel Mediterraneo per dare la caccia ai pirati barbareschi. Nel 1817 condusse il conte d'Eltz, novello ambasciatore austriaco presso l'Impero del Brasile, e inviato speciale dell'Imperatore al matrimonio tra la principessa Leopoldina e il principe ereditario Pietro di Braganza.
In Brasile, proprio in questa circostanza, venne allo sbarco insignito della croce di commendatore dell'Ordine di Cristo del Re del Portogallo e del Brasile. Al suo ritorno in Austria, gli venne conferita la decorazione di cavaliere di terza classe dell'Ordine Austriaco della Corona di Ferro. Nel 1818 venne nominato ciambellano dell'Impero e, l'anno seguente, accompagnò l'imperatore in un viaggio tra Roma e Napoli, alla fine del quale venne promosso a contrammiraglio. Morì in servizio, colpito da infarto, il 13 gennaio 1821. Venne sepolto in San Michele di Murano, tra il consigliere di stato Grimani e il sacerdote Astori.